# Maria Teresa Riedl
Maria Teresa Riedl, detta Resi (Gorizia, 14 dicembre 1937 – Brunico, 12 maggio 1995), è stata una tennista italiana che ha conteso a Lea Pericoli la palma di miglior tennista d'Italia, negli anni sessanta.
Vanta dodici finali consecutive (dal 1958 al 1969), con quattro vittorie tutte contro la Pericoli (1961, 1963, 1965 e 1969), nel torneo di singolare dei Campionati italiani assoluti di tennis e quattordici presenze (sette vittorie e sette sconfitte) in Fed Cup. È inoltre la tennista italiana con il più ricco bottino di medaglie conquistate alle Universiadi: ben otto.

## Biografia
Resi Riedl s'impone alla ribalta internazionale a soli diciotto anni, nel 1955, vincendo il singolare al torneo juniores del Roland Garros, prima italiana a riuscirvi.
Nel 1958 giunge in finale al torneo del Club Gallia di Nizza, dove perde dalla tedesca Emma Buding. Si ripete l'anno successivo, perdendo dall'ungherese
Zsuzsa Körmöczy, in tre set ed è finalista anche in doppio, con Francesca Gordigiani. Nello stesso anno, in doppio, sempre con la Gordigiani, vince il torneo di Cannes, battendo la coppia formata da Lea Pericoli e Lucia Bassi. Si aggiudica il suo primo titolo italiano assoluto, nel doppio, in coppia con Nicla Migliori. Alla I Universiade di Torino, si aggiudica la medaglia di bronzo, nel singolare e quella d'oro, in doppio con Chiara Ramorino. Nel 1960 è finalista al Torneo di Stresa, dove perde da Lea Pericoli.
Disputa una grande annata nel 1961, vincendo il singolare ai tornei di Reggio Calabria, Salerno e Viareggio e, nel doppio, in coppia con Lucia Bassi, vince il Torneo di Montecarlo, battendo la fortissima coppia australiana formata da Margaret Smith e Lesley Turner. Alla II Universiade di Sofia, vince la medaglia d'oro nel doppio misto, in coppia con Massimo Drisaldi. Vince i Campionati italiani assoluti di tennis, sia nel singolare che nel doppio, in coppia con Lucia Bassi. Raggiunge il 3º turno al Roland Garros del 1962, quando è testa di serie n. 12, sconfitta dalla tennista di casa Françoise Dürr.
Nel 1963, cede in finale agli Internazionali di Svezia, a Båstad, alla tedesca Buding ma si rifà vincendo il doppio in coppia con la medesima. Vince il doppio al Torneo di Viareggio, in coppia con Nicla Migliori, battendo Lea Pericoli e Silvana Lazzarino. A Porto Alegre, alla III Universiade, vince la medaglia di bronzo, nel singolare e quella d'oro nel doppio misto, in coppia con Giordano Maioli. Bissa nuovamente i Campionati italiani assoluti, sia nel singolare che nel doppio, in coppia con Nicla Migliori. L'anno dopo, invece, nel singolare, perde una tiratissima finale in tre set (6-3, 6-8, 1-6) da Francesca Gordigiani, dopo aver avuto sulla racchetta due match-ball.
Gioca un ottimo 1965, giungendo al 3º turno al Roland Garros, sconfitta soltanto dalla fuoriclasse Margareth Court e al 2º turno al torneo di Wimbledon. Vince il doppio al Torneo di Berlino, in coppia con la Gordigiani e la medaglia d'oro, sia nel singolare che nel doppio, in coppia con Alessandra Gobbò, alla IV Universiade di Bucarest. Nello stesso torneo, si aggiudica la medaglia di bronzo, nel doppio misto, in coppia con Giordano Maioli. Vince il suo terzo titolo assoluto, nel singolare.
Nel 1966, in coppia con Lucia Bassi, perde la finale del doppio a Montecarlo di fronte a Pericoli-Lazzarino. Raggiunge il secondo turno al Roland Garros. Vince il singolare nei tornei di Cortina d'Ampezzo, di Viareggio e di Ortisei, battendo sempre, in finale, l'australiana Madonna Schacht. Perde la finale del singolare, agli "assoluti", da Lea Pericoli. Si rifà aggiudicandosi il Torneo di Messina. L'anno dopo vince per la terza volta il torneo di Viareggio, battendo Francesca Gordigiani.
Partecipa al primo torneo open di Wimbledon (1968), raggiungendo il secondo turno. Lo stesso anno vince il Torneo di Senigallia, singolare e doppio, in coppia con Anna-Maria Nasuelli. Nel 1969, in coppia con Monica Giorgi giunge in finale, nel doppio, a Reggio Emilia. Bissa per la terza volta singolare e doppio (in coppia con Lucia Bassi) ai Campionati assoluti. 
Dopo il ritiro dall'attività agonistica si dedica alla professione di notaio, a Brunico. Nel 2017, per i suoi meriti sportivi, nonché per il suo impegno sociale, la città altoatesina le ha dedicato una via, la seconda intitolata a una donna.

## Statistiche[7]

### Singolare

#### Vittorie (10)
| No. | Anno | Torneo                                                        | Superficie  | Avversario in finale | Punteggio     |
| 1.  | 1961 | Torneo Internazionale di Reggio Calabria, Reggio Calabria     | Terra rossa | Margaret Hellyer     | 6-1, 6-2      |
| 2.  | 1961 | Torneo Internazionale di Salerno, Salerno                     | Terra rossa | Margaret Hellyer     | 9-7, 6-2      |
| 3.  | 1961 | Torneo Internazionale di Viareggio, Viareggio (1)             | Terra rossa | Francesca Gordigiani | 6-3, 6-2      |
| 4.  | 1962 | Torneo Internazionale di Viareggio, Viareggio (2)             | Terra rossa | Lucia Bassi          | 6-1, 6-4      |
| 5.  | 1966 | Torneo Internazionale di Cortina d'Ampezzo, Cortina d'Ampezzo | Terra rossa | Madonna Schacht      | 6-4-7-5       |
| 6.  | 1966 | Torneo Internazionale di Viareggio, Viareggio (3)             | Terra rossa | Madonna Schacht      | 6-3, 4-6, 6-3 |
| 7.  | 1966 | Torneo Internazionale di Ortisei, Ortisei                     | Terra rossa | Madonna Schacht      | 7-5, 6-1      |
| 8.  | 1966 | Torneo Internazionale di Messina, Messina                     | Terra rossa | Janine Lieffrig      | 6-1, 6-1      |
| 9.  | 1967 | Torneo Internazionale di Viareggio, Viareggio (4)             | Terra rossa | Francesca Gordigiani | 3-6, 6-3, 7-5 |
| 10. | 1968 | Torneo Internazionale di Viareggio, Viareggio (5)             | Terra rossa | Frances McLennan     | 10-8, 6-0     |

#### Finali perse (9)
| No. | Anno | Torneo                                            | Superficie  | Avversario in finale | Punteggio     |
| 1.  | 1958 | Gallia International, Cannes (1)                  | Terra rossa | Edda Buding          | 6-2, 6-3      |
| 2.  | 1959 | Gallia International, Cannes (2)                  | Terra rossa | Zsuzsa Körmöczy      | 1-6, 6-2, 6-2 |
| 3.  | 1959 | Torneo Internazionale di Viareggio, Viareggio (1) | Terra rossa | Lucia Bassi          | 6-2, 6-1      |
| 4.  | 1960 | Torneo Internazionale di Viareggio, Viareggio (2) | Terra rossa | Lea Pericoli         | 4-6, 7-5, 6-1 |
| 5.  | 1960 | Torneo di Stresa, Stresa                          | Terra rossa | Lea Pericoli         | 10-8, 6-1     |
| 6.  | 1963 | Internazionali di Svezia, Båstad                  | Terra rossa | Edda Buding          | 6-1, 7-5      |
| 7.  | 1963 | Campionati Internazionali di Sicilia, Palermo     | Terra rossa | Helga Niessen        | 7-5, 6-2      |
| 8.  | 1969 | Torneo Internazionale di Viareggio, Viareggio (3) | Terra rossa | Christina Sandberg   | 6-0, 8-6      |
| 9.  | 1969 | Torneo Internazionale di Ortisei, Ortisei         | Terra rossa | Monica Giorgi        | 3-6, 6-3, 8-6 |

### Doppio

#### Vittorie (5)
| No. | Anno | Torneo                                        | Superficie  | Compagna             | Avversari in finale                | Punteggio     |
| 1.  | 1959 | Cannes Tennis Club, Cannes                    | Terra rossa | Francesca Gordigiani | Lucia Bassi Lea Pericoli           | 8-6, 0-6, 6-1 |
| 2.  | 1961 | Torneo di Monte Carlo, Monte Carlo            | Terra rossa | Lucia Bassi          | Margaret Smith Court Lesley Turner | 6-3, 6-4      |
| 3.  | 1963 | Internazionali di Svezia, Båstad              | Terra rossa | Edda Buding          | Katarina Bertholdson Gudrun Rosin  | 6-3, 6-1      |
| 4.  | 1965 | Internazionali di Berlino, Berlino            | Terra rossa | Francesca Gordigiani | Helga Niessen Almut Sturm          | 6-1, 2-6, 6-0 |
| 5.  | 1968 | Torneo Internazionale di Viareggio, Viareggio | Terra rossa | Monica Giorgi        | Virginia Cáceres Frances McLennan  | 7-5, 1-6, 6-3 |

#### Finali perse (4)
| No. | Anno | Torneo                                        | Superficie  | Compagna             | Avversari in finale                | Punteggio     |
| 1.  | 1959 | Gallia International, Cannes\|Terra rossa     | Terra rossa | Francesca Gordigiani | Lucia Bassi Roberta Beltrame       | 1-6, 6-4, 7-5 |
| 2.  | 1963 | Torneo Internazionale di Viareggio, Viareggio | Terra rossa | Nicla Migliori       | Yola Ramirez Lea Pericoli          | 7-5, 6-0      |
| 3.  | 1966 | Torneo di Monte Carlo, Monte Carlo            | Terra rossa | Lucia Bassi          | Silvana Lazzarino Lea Pericoli     | 7-5, 6-3      |
| 4.  | 1969 | Torneo di Reggio Emilia, Reggio Emilia        | Terra rossa | Monica Giorgi        | Marilyn Aschner Peaches Bartkowicz | 6-1, 6-1      |

### Doppio misto

#### Finali perse (1)
| No. | Anno | Torneo                                        | Superficie  | Compagno    | Avversari in finale       | Punteggio |
| 1.  | 1962 | Torneo Internazionale di Viareggio, Viareggio | Terra rossa | John Fraser | Lucia Bassi Miguel Olvera | 6-0, 6-3  |

### Palmarès
| Anno | Manifestazione | Sede         | Evento           | Risultato | Note   |
| ---- | -------------- | ------------ | ---------------- | --------- | ------ |
| 1959 | Universiadi    | Torino       | Singolare        | Bronzo    |        |
| 1959 | Universiadi    | Torino       | Doppio femminile | Oro       | [ 8 ]  |
| 1961 | Universiadi    | Sofia        | Doppio misto     | Oro       | [ 9 ]  |
| 1963 | Universiadi    | Porto Alegre | Singolare        | Bronzo    |        |
| 1963 | Universiadi    | Porto Alegre | Doppio misto     | Oro       | [ 10 ] |
| 1965 | Universiadi    | Bucarest     | Singolare        | Oro       |        |
| 1965 | Universiadi    | Bucarest     | Doppio femminile | Oro       | [ 11 ] |
| 1965 | Universiadi    | Bucarest     | Doppio misto     | Bronzo    | [ 10 ] |